# Лісін Микола Павлович
Лісін Микола Павлович (нар. 2 листопада 1964, Кривий Ріг — пом. 17 квітня 2011, Київ) — український підприємець і політик. Був бізнес-партнером Миколи Злочевського.

## Біографічні відомості
Народився 2 листопада 1964 року в Кривому Розі. В 1988 році закінчив Київське вище інженерне радіотехнічне училище протиповітряної оборони, за фахом радіоінженер. У 1991–2002 роках — директор, президент ТОВ «Інфокс».
В 2001–2005 роках — член СДПУ(о); з березня 2003 року — член Політради СДПУ(о). З квітня 2002 по березень 2005 — Народний депутат України 4-го скликання, обраний за списками Соціал-демократичної партії України (об'єднаної) під номером 20.
З 7 вересня 2005 року — член депутатської фракції Партії регіонів. В грудні 2003 року був нагороджений Почесною грамотою КМ України.
Народний депутат України 5-го скликання з квітня 2006 по листопад 2007 від Партії регіонів, № 108 в списку. Член фракції Партії регіонів з травня 2006 року, член Комітету з питань бюджету з липня 2006 року.
Народний депутат України 6-го скликання з листопада 2007 року від Партії регіонів, № 108 в списку. З грудня 2007 року — член Комітету ВРУ з питань бюджету.
Загинув внаслідок ДТП у ніч на 17 квітня 2011 року на вулиці Заболотного в Києві. В крові депутата був виявлений алкоголь.
Згідно з повідомленням, «о другій годині ночі Лісін, рухаючись на автомобілі Lamborghini Gallardo на швидкості більше 150 км/год з невідомих причин скоїв наїзд на бордюрний камінь, після чого автомобіль, втративши керованість, виїхав на зелену зону, де скоїв наїзд на рекламну конструкцію „ціни на пальне“ однієї з автозаправних станцій столиці» .
Внаслідок ДТП від отриманих травм водій авто помер на місці пригоди. У салоні Lamborghini також перебувала жінка, яку під час аварії викинуло із салону автомобіля. Жінку у важкому стані було госпіталізовано.

Могила Миколи Лісіна

Похований в Києві на Байковому кладовищі (ділянка № 52а).

## Цікавий факт
- У Лісіна, коли він був депутатом ВРУ 6 скликання, було аж 54 помічники, а серед них онучка, син і дід Злочевські, відповідно, Каріна, Владислав Владиславович і Владислав Валентинович, а ще із іншим сином Владислава Валентиновича Миколою Владиславовичем він вчився на одному курсі.[10]
- Під час депутатства 4 скликання помічником у нього був Костянтин Меладзе[11]

## Виноски
1. ↑  http://w1.c1.rada.gov.ua/pls/radac_gs09/d_index_arh?skl=4
2. ↑  http://w1.c1.rada.gov.ua/pls/radac_gs09/d_index_arh?skl=5
3. ↑  http://w1.c1.rada.gov.ua/pls/radac_gs09/d_index_arh?skl=6
4. ↑  Втікач Злочевський намагається отримати землю біля Майдану, Bihus.Info
5. ↑  Постанова Кабінету Міністрів України від 26 грудня 2003 року № 2036 «Про нагородження народних депутатів України Почесною грамотою Кабінету Міністрів України».
6. ↑  УНІАН У крові Лісіна, який їхав зі швидкістю 270 км/год, знайшли алкоголь [Архівовано 9 травня 2011 у Wayback Machine.]
7. ↑  Депутат Партии регионов разбился насмерть на „Ламборгини Дьябло“ на 150 км/ч. Архів оригіналу за 20 квітня 2011. Процитовано 17 квітня 2011.
8. ↑  Координати місця пригоди: 50°20′30″ пн. ш. 30°31′39″ сх. д. / 50.341738° пн. ш. 30.527494° сх. д.
9. ↑  Регіонал, що загинув у ДТП, був п'яним і летів зі швидкістю 270 км/год?. Архів оригіналу за 26 квітня 2011. Процитовано 24 квітня 2011.
10. ↑  Лісін Микола Павлович [Архівовано 6 травня 2021 у Wayback Machine.], Посіпаки
11. ↑  Меладзе Костянтин Шотович [Архівовано 20 жовтня 2020 у Wayback Machine.], Посіпаки